# Championnat National de Première Division 2
El Championnat National de Première Division 2, oficialmente Ligue 2, es la segunda categoría del fútbol profesional argelino, Se disputó por primera vez en la temporada 1964-65 y es organizado por la Federación Argelina de Fútbol.
La división está compuesta por 16 equipos que compiten por los dos primeros puestos que otorgan el ascenso directo al Championnat National de Première Division, mientras que los tres últimos clasificados descienden a la tercera división.

## Equipos 2017-18
| Equipo                | Entrenador          | Ciudad             | Estadio                        | Capacidad | Marca  |
| --------------------- | ------------------- | ------------------ | ------------------------------ | --------- | ------ |
| Amel Bou Saâda        | Noureddine Bounâas  | Bou Saâda          | Stade Mokhtar Abdelatif        | 8,000     | Joma   |
| ASM Oran              | Salem Laoufi        | Oran               | Stade Habib Bouakeul           | 20,000    | Sarson |
| ASO Chlef             | El Hadi Khezzar     | Chlef              | Stade Mohamed Boumezrag        | 18,000    | Macron |
| CA Bordj Bou Arréridj | Lamine Bougherara   | Bordj Bou Arréridj | Stade 20 Août 1955             | 15,000    | Joma   |
| CRB Aïn Fakroun       | Mourad Karouf       | Aïn Fakroun        | Stade Allag Abderrahmane       | 9,000     | Joma   |
| GC Mascara            | Kadaoui Mohamed     | Mascara            | Stade de l'Unité Africaine     | 22,000    | Joma   |
| JSM Béjaïa            | Mounir Zeghdoud     | Béjaïa             | Stade de l'Unité Maghrébine    | 17,500    | NAFO   |
| JSM Skikda            | Youcef Bouzidi      | Skikda             | Stade 20 Août 1955             | 30,000    | Legea  |
| MC El Eulma           | Abdelkrim Latrèche  | El Eulma           | Stade Messaoud Zougar          | 25,000    | KCS    |
| MC Saïda              | Mohamed Benchouia   | Saïda              | Stade 13 Avril 1958            | 25,000    | Joma   |
| RC Relizane           | Kada Aïssa          | Relizane           | Stade Tahar Zoughari           | 30,000    | Joma   |
| CA Batna              | Aziz Abbès          | Batna              | November 1, 1954 Stadium       | 20,000    | Joma   |
| MO Béjaïa             | Mustapha Biskri     | Béjaïa             | Maghrebi Unity Stadium         | 17,500    | Macron |
| RC Kouba              | Nabil Medjahed      | Kouba              | Omar Benhaddad Stadium         | 10,000    | Joma   |
| AS Aïn M'lila         | Cherif Hadjar       | Aïn M'lila         | Stade des Frères Demane Debbih | 7,000     | Joma   |
| WA Tlemcen            | Kheireddine Kherris | Tlemcen            | Stade Akid Lotfi               | 25,000    | Sarson |

## Palmarés
- Desde 1964 y hasta 2004 los ascensos correspondían a los campeones de grupo. Desde la temporada 2004-05 se disputa un único grupo con ascenso para los tres primeros.
| 1964-65   | RC Kouba (Centro)                   | JSM Skikda (Este)            | SCM Oran (Oeste)             |
| 1965-66   | Sin ascensos esta temporada         | Sin ascensos esta temporada  | Sin ascensos esta temporada  |
| 1966-67   | JSM Skikda                          | USM Bel-Abbès                |                              |
| 1967-68   | MC Alger                            | JS Djijel                    |                              |
| 1968-69   | JS Kabylie                          | USM Alger                    |                              |
| 1969-70   | CS Constantine (Este)               | JSM Tiaret (Oeste)           |                              |
| 1970-71   | USM Annaba (Este) MO Constantine    | WA Tlemcen (Oeste) ASM Oran  |                              |
| 1971-72   | USM Blida (Centro)                  | JS Djijel (Este)             | GC Mascara (Oeste)           |
| 1972-73   | WA Boufarik (Centro)                | USM Sétif (Este)             | WA Tlemcen (Oeste)           |
| 1973-74   | USM Alger (Centro)                  | USM Khenchela (Este)         | MC Saïda (Oeste)             |
| 1974-75   | USM El Harrach (Centro)             | CA Batna (Este)              | ASM Oran (Oeste)             |
| 1975-76   | ASO Chlef (Centro)                  | ES Guelma (Este)             | RCG Oran (Oeste)             |
| 1976-77   | OC Alger (Centro)                   | CS Constantine (Este)        | ASM Oran (Oeste)             |
| 1977-78   | Sin ascensos esta temporada         | Sin ascensos esta temporada  | Sin ascensos esta temporada  |
| 1978-79   | ES Guelma (Centro-Este)             | GC Mascara (Centro-Oeste)    |                              |
| 1979-80   | WKF Collo (Centro-Este)             | USM Bel-Abbès (Centro-Oeste) |                              |
| 1980-81   | USM Aïn Beida (Centro-Este)         | USM Alger (Centro-Oeste)     |                              |
| 1981-82   | ES Guelma (Centro-Este)             | WA Boufarik (Centro-Oeste)   |                              |
| 1982-83   | JS Bordj Menaïl (Centro-Este)       | ASO Chlef (Centro-Oeste)     |                              |
| 1983-84   | AS Aïn M'lila (Centro-Este)         | JSM Tiaret (Centro-Oeste)    |                              |
| 1984-85   | JH Djazair (Centro)                 | USM Ain Beida (Este)         | RC Relizane (Oeste)          |
| 1985-86   | MC Alger (Centro)                   | CS Constantine (Este)        | MC Saïda (Oeste)             |
| 1986-87   | USM Alger (Centro)                  | JSM Skikda (Este)            | JSM Tiaret (Oeste)           |
| 1987-88   | RC Kouba (Centro)                   | MO Constantine (Este)        | USM Bel-Abbès (Oeste)        |
| 1988-89   | ES Sétif                            | CR Belcourt                  |                              |
| 1989-90   | WA Tlemcen                          | CS Constantine               |                              |
| 1990-91   | NA Hussein Dey                      | ES Guelma                    |                              |
| 1991-92   | USM Blida (Centro)                  | US Chaouia (Este)            | WA Mostaganem (Oeste)        |
| 1992-93   | WA Boufarik (Centro)                | CA Batna (Este)              | USM Bel-Abbès (Oeste)        |
| 1993-94   | ASO Chlef (Centro)                  | CS Constantine (Este)        | GC Mascara (Oeste)           |
| 1994-95   | USM Alger (Centro)                  | USM Aïn Béïda (Este)         | ASM Oran (Oeste)             |
| 1995-96   | NA Hussein Dey (Centro)             | MO Constantine (Este)        | WA Mostaganem (Oeste)        |
| 1996-97   | USM Blida (Centro)                  | ES Sétif (Este)              | ES Mostaganem (Oeste)        |
| 1997-98   | RC Kouba (Centro)                   | CA Bordj Bou Arreridj (Este) | SA Mohammadia (Oeste)        |
| 1998-99   | Sin ascensos esta temporada         | Sin ascensos esta temporada  | Sin ascensos esta temporada  |
| 1999-00   | ASM Oran                            | CS Constantine               | USM El Harrach AS Aïn M'lila |
| 2000-01   | CA Bordj Bou Arreridj (Centro-Este) | RC Kouba (Centro-Oeste)      |                              |
| 2001-02   | NA Hussein Dey (Centro-Este)        | ASO Chlef (Centro-Oeste)     |                              |
| 2002-03   | US Chaouia (Centro-Este)            | MC Alger (Centro-Oeste)      |                              |
| 2003-04   | CS Constantine (Este)               | GC Mascara (Oeste)           | OMR El Anasser (Centro)      |
| Temporada | Campeón                             | Subcampeón                   | Tercer lugar                 |
| 2004-05   | US Biskra                           | Paradou AC                   | CA Batna                     |
| 2005-06   | OMR El Anasser                      | JSM Béjaïa                   | ASM Oran                     |
| 2006-07   | USM Annaba                          | AS Khroub                    | MC Saïda                     |
| 2007-08   | MC El Eulma                         | MSP Batna                    | RC Kouba USM El Harrach      |
| 2008-09   | WA Tlemcen                          | MC Oran                      | CA Batna                     |
| 2009-10   | MC Saïda                            | -----                        | -----                        |
| 2010-11   | CS Constantine                      | NA Hussein Dey               | CA Batna                     |
| 2011-12   | CA Bordj Bou Arreridj               | JS Saoura                    | USM El Harrach               |
| 2012-13   | CRB Aïn Fakroun                     | RC Arbaa                     | MO Béjaïa                    |
| 2013-14   | USM Bel-Abbès                       | NA Hussein Dey               | ASM Oran                     |
| 2014-15   | USM Blida                           | DRB Tadjenanet               | RC Relizane                  |
| 2015-16   | Olympique de Médéa                  | CA Batna                     | USM Bel-Abbès                |
| 2016-17   | Paradou AC                          | USM Blida                    | US Biskra                    |
| 2017-18   |                                     |                              |                              |

## Títulos por club
| Club                  | Campeón | Años campeón                 |
| --------------------- | ------- | ---------------------------- |
| USM Bel-Abbès         | 5       | 1966, 1980, 1988, 1993, 2014 |
| USM Alger             | 4       | 1974, 1981, 1987, 1995       |
| ASM Oran              | 4       | 1975, 1977, 1995, 2000       |
| RC Kouba              | 4       | 1975, 1977, 1995, 2000       |
| WA Tlemcen            | 4       | 1971, 1973, 1990, 2009       |
| NA Hussein Dey        | 3       | 1991, 1999, 2002             |
| CS Constantine        | 3       | 1970, 2004, 2011             |
| MC Alger              | 3       | 1968, 1986, 2003             |
| CA Bordj Bou Arreridj | 3       | 1998, 2001, 2012             |
| USM Blida             | 2       | 1972, 1992, 2015             |
| ES Guelma             | 2       | 1978, 1982                   |
| ES Sétif              | 2       | 1989, 1997                   |
| MO Constantine        | 2       | 1988, 1996                   |
| OMR El Anasser        | 2       | 2004, 2006                   |
| USM Annaba            | 2       | 1971, 2007                   |
| ASO Chlef             | 2       | 1976, 1994                   |
| SCM Oran              | 1       | 1965                         |
| JS Djijel             | 1       | 1966                         |
| JSM Skikda            | 1       | 1967                         |
| JS Kabylie            | 1       | 1969                         |
| JSM Tiaret            | 1       | 1970                         |
| MC Saïda              | 1       | 2010                         |
| DNC Alger             | 1       | 1985                         |
| USM Aïn Béïda         | 1       | 1995                         |
| US Chaouia            | 1       | 2003                         |
| SA Mohammadia         | 1       | 1998                         |
| GC Mascara            | 1       | 2004                         |
| US Biskra             | 1       | 2005                         |
| MC El Eulma           | 1       | 2008                         |
| CRB Aïn Fakroun       | 1       | 2013                         |
| Olympique de Médéa    | 1       | 2016                         |
| Paradou AC            | 1       | 2017                         |